# Two of Hearts
Two of Hearts ist ein Popsong von Stacey Q.

## Inhalt und Musikvideo
Der Song beschreibt das glühende Verlangen nach dem Lover, wo „zwei Herzen wie eines schlagen“. Das Musikvideo zeigt Stacey Q als Sängerin in verschiedenen schrillen Outfits.

## Veröffentlichung
Erstmals erschien der Song 1985 in einer Vorversion auf der EP Stacey Q auf On the Spot Records, die auf Cassette veröffentlicht wurde und auf 500 Exemplare limitiert war. Im Sommer 1986 wurde er in den USA und im Herbst 1986 in Europa als Single veröffentlicht, jeweils über Atlantic Records. Auch erschien er auf ihrem Debütalbum Better Than Heaven.

## Rezeption

### Verwendung
Two of Hearts von Stacey Q wurde in den Filmen Little Nicky (2000), Party Monster (2003) und Hot Rod (2007) verwendet. Es wurde ebenfalls in der Serie It’s Always Sunny in Philadelphia verwendet. In einer Episode der Serie Beavis and Butthead wurde das Musikvideo von Two of Hearts komplett gezeigt. In einer Episode der Serie RuPaul’s Drag Race parodieren die Darsteller Two of Hearts mit Lippenbewegungen zum Gesang.

### Charts und Chartplatzierungen
| ChartsChartplatzierungen       | Höchstplatzierung | Wochen |
| ------------------------------ | ----------------- | ------ |
| Deutschland (GfK)              | 6 (14 Wo.)        | 14     |
| Österreich (Ö3)                | 24 (6 Wo.)        | 6      |
| Schweiz (IFPI)                 | 6 (9 Wo.)         | 9      |
| Vereinigtes Königreich (OCC)   | 87 (2 Wo.)        | 2      |
| Vereinigte Staaten (Billboard) | 3 (22 Wo.)        | 22     |

| ChartsJahrescharts (1986)      | Platzierung |
| ------------------------------ | ----------- |
| Vereinigte Staaten (Billboard) | 51          |

## Coverversionen
- 2005: Kelly Osbourne
- 2008: Annie
- 2008: Electric Valentine